# Cneo Cornelio Escipión Hispalo
Cneo o Gneo Cornelio Escipión Hispalo  fue un político y militar de la República romana, que ocupó el consulado en el año 176 a. C.

## Familia
Hijo de Cneo Cornelio Escipión Calvo y sobrino de Publio Cornelio Escipión, que cayeron luchando en Hispania, y nieto de Lucio Cornelio Escipión. «Hispallus» fue el cognomen utilizado por este Escipión, quizá derivado de la actuación de la familia en Hispania. Pero, al ser «Hispallus» en lugar de «Hispanus», puede que se refiera más bien no a las acciones de la familia en Hispania en general sino a sus acciones en la ciudad de Hispalis en particular.

## Carrera política
Fue pretor en el año 179 a. C. y cónsul en 176 a. C. con Quinto Petilio Espurino. Fue atacado de parálisis durante su consulado y murió en Cumas en el curso del mismo año.